# Ерік Роса
Ерік Йомер Роза Пачеко (нар. 18 березня 2000) — домініканський боксер-професіонал, чемпіон світу по версії WBA в першій найлегшій вазі (2024–2025), раніше виступав в мінімальній вазі і володів титулом WBA Regular.

## Професійна кар'єра

### Рання кар'єра
Згідно з BoxRec, Ерік Роса, відомий під псевдонімом "Mini PacMan", дебютував на професійному рівні 24 жовтня 2020 року за вакантні титули WBA Fedelatin і WBC Latino в мінімальній вазі проти Оскара Бермудеса Саласа. Ерік Роса виграв бій одноголосним рішенням суддів, причому двоє суддів оцінили всі десять раундів на його користь, тоді як третій суддя присудив йому рахунок 98-92.
Роса захистив свої титули проти Байрона Кастеллона 16 грудня 2020 року. Спочатку бій планувався в андеркарті титульного бою Вільфредо Мендеса та Алексіса Діаса. Пізніше титульний бій був скасований, оскільки Мендес знявся через хворобу за день до події. Відповідно, Роса проти Кастельона було оголошено новою головною подією. Він виграв бій одноголосним рішенням суддів з рахунком 97-93, 98-92 і 99-91.
Роса провів другий захист своїх титулів проти Кенні Кано 12 березня 2021 року. Роса виправдав свою роль фаворита вигравши бій нокаутом у третьому раунді. Це була його перша перемога нокаутом в кар'єрі.
Роса провів бій непереможним Рікардо Астувілкою за тимчасовий титул WBA у мінімальній вазі 21 липня 2021 року. Астувілка був більш досвідченим бійцем, який провів, загалом 21 професійний бій. Ерік Роса виграв тимчасовий титул одноголосним рішенням суддів, причому двоє суддів присудили йому 117—110 балів, а третій суддя оцінив 114—113 для Роси. Астувілка відправив Еріка в нокдаун у четвертому раунді, хоча Роса стверджував, що він послизнувся.
25 серпня 2021 року WBA наказала звільнити всі свої тимчасові титули, намагаючись зменшити кількість поясів в організації.
10 вересня 2021 року було оголошено, що Роса проведе бій проти чемпіона WBA (регулярний) у мінімальній вазі Віка Салудара . Бій було заплановано на 9 грудня 2021 року в Санто-Домінго , Домініканська Республіка.  Пізніше бій був перенесений на 21 грудня 2021 року і відбувся в готелі Catalonia Malecon Center. Роса виграв бій роздільним рішенням суддів, причому двоє суддів оцінили бій 116–109 і 113–112 на його користь, тоді як третій суддя оцінив бій 113–112 для Салудара. Роса відправляв суперника у нокдаун в третьому та дев’ятому раунді, а Салудар відправив у нокдаун правим прямим ударом у десятому раунді. 

### Роса проти Нійомтронга
Очікувалося, що 15 липня 2022 року Роса проведе свій перший регулярний захист титулу WBA проти колишнього володаря титулу WBC Silver у мінімальній вазі Карлоса Ортеги в Санто-Домінго, Домініканська Республіка . Бій був скасований промоутером Роси Шуан Боксінг лише за кілька годин до того, як він мав відбутися. Натомість Роса та його команда прийняли пропозицію об'єднання титулів, зроблену чемпіоном IBF у мінімальній вазі Даніелем Вальядаресом .  30 вересня 2022 року Росі було наказано зустрітися із Тхаммануном Нійомтронгом у бою за об'єднання титулів WBA,  24 листопада стало відомо, що пара досягла умов для бою. Очікувалося, що бій відбудеться 17 грудня 2022 року в андеркарті бою Френка Мартіна та Мішеля Рівери в легкій вазі. Пізніше його скасували, оскільки таїландець не зміг в'їхати до Сполучених Штатів через проблему з візою. Це спонукало WBA оголосити торги для організації, яку виграла Petchyindee Boxing Promotions зі ставкою 140 000 доларів. Титульний бій заплановано на 1 березня 2023 року в Накхон Савані , Таїланд.  Ерік Роса та його команда були ненадовго затримані імміграційною службою Таїланду після прибуття 20 лютого через проблему щодо статусу візи боксера.  Після їх звільнення 21 лютого промоутер Роси Белгіка Пенья оголосила, що вони відмовилися від бою. 
Санкційний орган ще раз наказав Росі зустрітися з Нійомтронгом 16 березня 2023 року та дав двом таборам домовитися до 28 березня, перш ніж буде оголошено торги з умовою що бій має бути організований протягом 45-60 днів з моменту торгів. Вони досягли угоди 27 березня.  Пізніше обидві сторони не виконають цю угоду, що змусило орган, який накладає санкції, вимагати відкладення торгів 21 липня 2023 року. Через тиждень WBA дозволила Росі та Нійомтронгу провести нетитульний бій, щоб уникнути тривалого періоду бездіяльності.  25 серпня 2023 року Роса зустрівся з Орландо Піно, який знявся з бою в кінці восьмого раунду.  Після цієї перемоги WBA призначив таїландцю та Росі три останні дати, до яких має бути проведено бій за об'єднання титулу: 7 жовтня, 14 жовтня та 19 жовтня.  Ерік Роса відмовився від чемпіонства після кількох невдалих спроб організувати поєдинок. 

### Перша найлегша вага
Ерік Роса дебютував у першій найлегшій вазі проти Юдая Реєса в бою за титул WBA Gold. Шоу було заплановано як головну подію трансляції Triller TV , яка відбулася в Centro Olímpico Juan Pablo Duarte в Санто-Домінго 5 квітня 2024 року. Ерік Роса виграв бій одноголосним рішенням суддів, з двома картками результатів 117–110 і однією карткою результатів 118–109 на свою користь. 
19 грудня 2024 року Ерік Роса вийшов на бій за вакантний титул WBA проти мексиканця Нейдера Вальдеса . Видовищний поєдинок пройшов всю дистанцію та закінчився перемогою Роси одноголосним рішенням суддів.